# 福島県道215号湯野上温泉停車場線
福島県道215号湯野上温泉停車場線（ふくしまけんどう215ごう ゆのかみおんせんていしゃじょうせん）は、福島県南会津郡下郷町にある一般県道である。

## 路線概要
- 起点：福島県南会津郡下郷町湯野上字大島乙（会津鉄道会津線湯野上温泉駅前）
- 終点：福島県南会津郡下郷町湯野上字五百地乙
- 総延長：254 m[1]
  - 実延長：総延長に同じ
- 路線認定年月日：1987年8月7日[2]

1959年8月31日に国鉄会津線湯野上駅から二級国道宇都宮米沢線に至る一般県道湯野上停車場線として指定された後、1987年7月16日の会津鉄道への転換と同時に行われた駅名変更により新たに路線認定された。駅東側より線路を渡り西側の国道121号へ至る。湯野上温泉の温泉街は当路線から阿賀川の対岸の福島県道347号高陦田島線沿いに広がる。

## 通過する自治体
- 福島県
  - 南会津郡下郷町

## 接続・交差する道路
- 国道121号（湯野上字五百地乙 終点）

## 沿線
- 会津鉄道 湯野上温泉駅